# Tämta
Tämta är kyrkbyn i Tämta socken i Borås kommun i Västergötland belägen nordost om Säven 24 kilometer norr om Borås och 10 kilometer norr om Fristad. Riksväg 42 passerar genom orten.  
Tämta har bland annat en ridklubb, en badstrand och Tämta kyrka. Närmsta större samhällen är Vänga och Borgstena. Orten angränsar även till byarna Hestra och Malryd. I Malryd hölls ett stort scoutläger sommaren 2009 och ytterligare ett planeras till sommaren 2022. 
[uppföljning saknas]